# Serhij Schtscherbakow
Serhij Hennadijowytsch Schtscherbakow (ukrainisch Сергій Геннадійович Щербаков, russisch Сергей Геннадиевич Щербаков/Sergei Gennadijewitsch Schtscherbakow; * 15. August 1971 in Donezk, Ukrainische SSR, Sowjetunion) ist ein ehemaliger ukrainischer Fußballspieler auf der Position eines Mittelfeldspielers.
Im Jahre 1993 musste er aufgrund einer schweren Verletzung nach einem Autounfall seine aktive Karriere beenden und ist seitdem auf einen Rollstuhl angewiesen.

## Karriere

### Jugend und Vereinskarriere
Schtscherbakow begann seine aktive Karriere als Fußballspieler in seiner Heimatstadt in der Jugendabteilung von Schachtar Donezk. Von dort wechselte er im Jahre 1988 zur Profimannschaft von Schachtar Donezk in die höchste Liga der Sowjetunion. Danach war er in der höchsten Spielklasse von 1988 bis 1991 über drei Saisons aktiv, ehe sich die Sowjetunion Ende 1991 auflöste. Danach spielte er eine Spielzeit (1992) in der neugegründeten Ukrainische Premjer-Liha, der höchsten Spielklasse im ukrainischen Fußball.
Sein Profidebüt gab er am 6. Juni 1988 in einer 1:3-Niederlage gegen den heute kasachischen Klub Qairat Almaty. Insgesamt kam er zu 52 Ligaspielen in der Sowjetunion sowie zu 18 Einsätzen in der Ukraine.
1992 unterschrieb Schtscherbakow schließlich einen Vier-Jahres-Vertrag beim portugiesischen Traditionsverein Sporting Lissabon. Nach nur 25 absolvierten Meisterschaftspartien und fünf Treffern in einem halben Jahr sollte die Karriere des jungen Mittelfeldspielers am 14. Dezember 1993 ein dramatisches Ende nehmen. Bei einem schweren Autounfall, bei dem er bei Rot über die Ampel fuhr, wurde er von einem anderen Fahrzeug von der Seite gerammt. Im Krankenhaus wurde daraufhin beim damals 22-Jährigen eine Verletzung der Wirbelsäule diagnostiziert, was zu einer Querschnittlähmung führte. In den beiden Spielzeiten, in denen Schtscherbakow eingesetzt war, erreichte die Mannschaft in der Endtabelle jeweils den dritten Platz.
Nach diesem Unfall kam es zu Problemen mit der Versicherung, die er von seinem portugiesischen Verein erhalten hatte. Der Verein hatte sich im Vorfeld dazu verpflichtet monatlich 10.000 $ an den Mittelfeldakteur zu zahlen. Probleme taten sich dabei auf, da zwischenzeitlich auch die Vereinsführung von Sporting Lissabon gewechselt wurde und ein neuer Präsident im Amt war.

### International
Zu seinem ersten internationalen Auftritten kam Schtscherbakow bereits im U-17-Nationalteam der Sowjetunion. So kam er auf insgesamt 31 Einsätze in den Nachwuchsnationalteams. Bei der U-18-Fußball-Europameisterschaft 1990 wurde er mit der U-18-Auswahl der Sowjetunion Europameister, nachdem das Team die portugiesische U-18-Auswahl im Finale mit 4:2 nach dem Elfmeterschießen besiegte. Aufgrund des Erfolges nahm die Mannschaft im folgenden Jahr an der Junioren-WM 1991 in Portugal teil, bei der Schtscherbakow mit fünf Treffern den Titel des Torschützenkönigs sicherte und mit dem Team den dritten Rang belegte.
Im Jahre 1991 lief er zum ersten Mal für die U-20-Nationalmannschaft der Ukrainischen SSR auf. Insgesamt kam er für die Mannschaft in drei Spielen zum Einsatz und erzielte dabei einen Treffer. Ein Jahr später, nach der Auflösung der Sowjetunion, stand er im Kader der russischen U-21-Nationalmannschaft. Noch im selben Jahr gab er sein Debüt in der Nationalelf seines Heimatlandes, für die er auf 2 Einsätze kam. Seinen ersten Einsatz hatte er dabei am 29. April 1992 in Uschhorod bei einem Freundschaftsspiel gegen Ungarn; das Match endete in einer 1:3-Niederlage.

## Erfolge
- U-18-Europameister: 1990

## Privates und Leben nach dem Unfall
Seit 1997 lebt Schtscherbakow in der russischen Hauptstadt Moskau und arbeitet dort im Rehabilitationszentrums Dikul; außerdem ist er Präsident des russischen Behindertenfußballverbandes.